# Academia Filarmónica de Verona

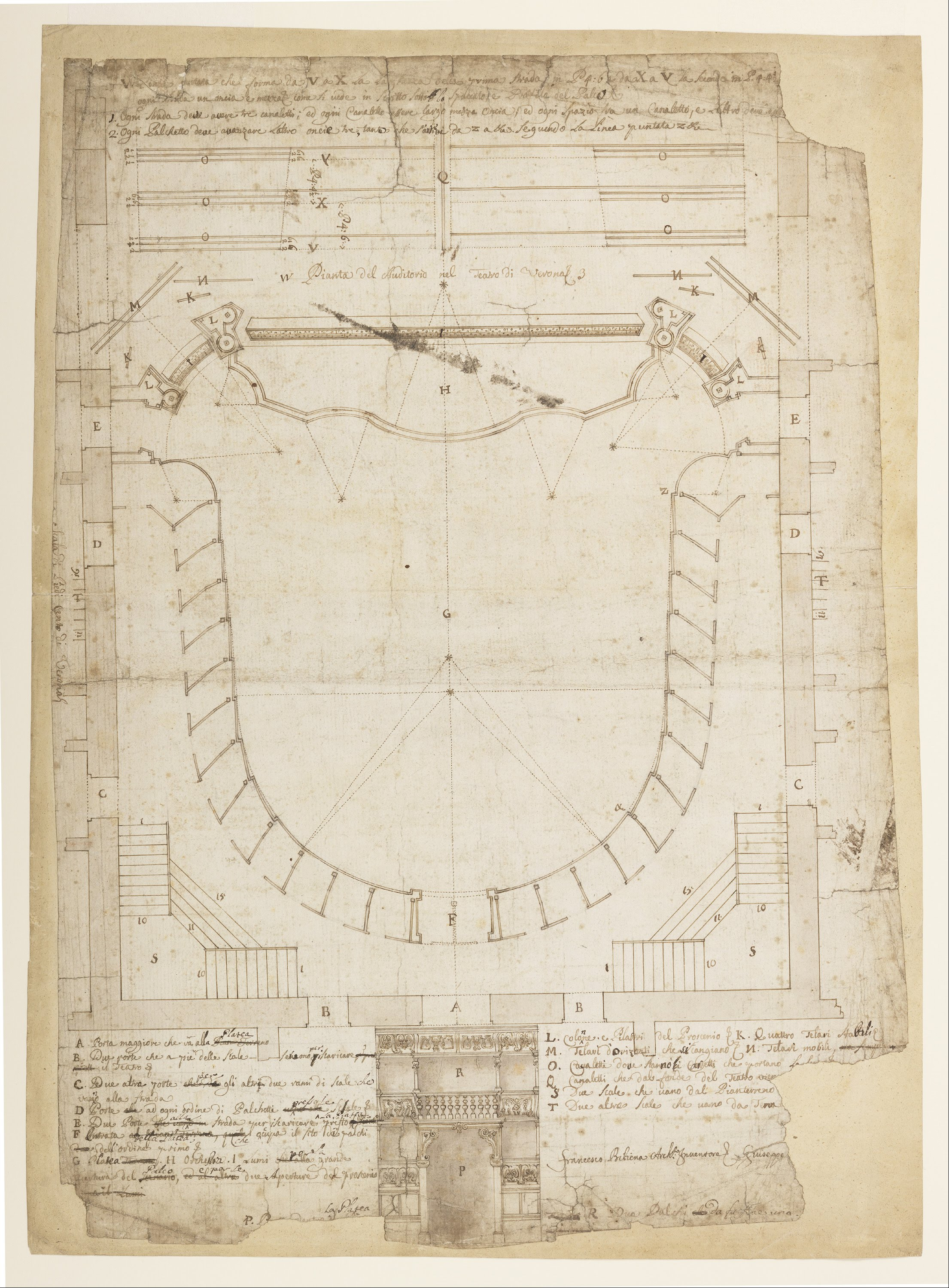
Francesco Galli Bibiena (1659-1739) - Theatro Filarmonico de la Accademia Filarmonica de Verona, Italia, Auditorio y entrada principal

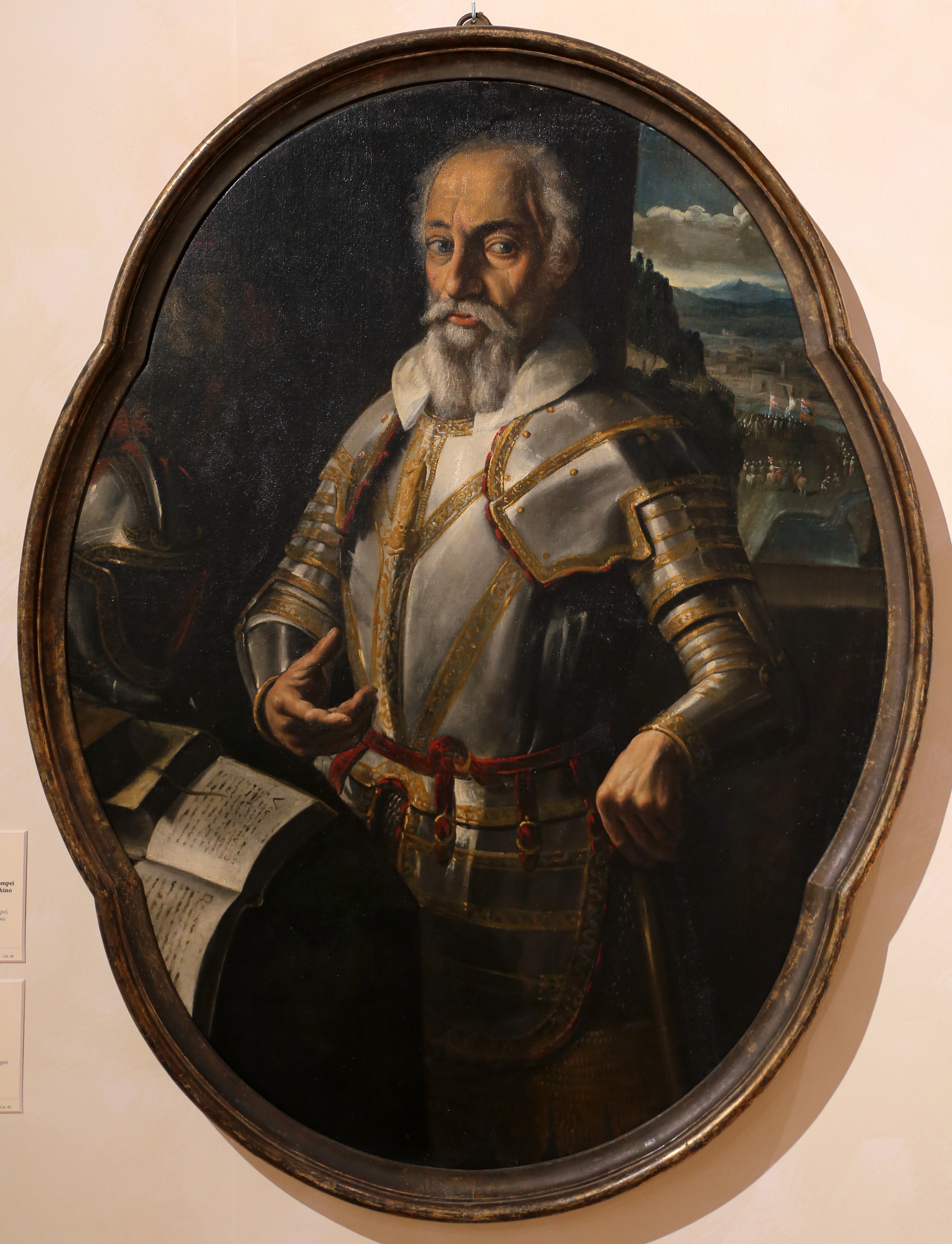
Pasquale Ottino, retrato de Alessandro I Pompéi o Giovanni, hacia 1610 (Academia Filarmónica, Verona).

La Academia Filarmónica de Verona (o Accademia Filarmonica di Verona) es la academia de música más antigua de Europa, fundada en mayo de 1543 tras la fusión de dos academias existentes en la ciudad, la Accademia degli Incatenati y la Accademia Filarmonica. En 1564, otra academia, conocida como «alla Vittoria», se unió a la Academia Filarmónica, que pronto se convirtió en un centro neurálgico de la vida cultural de Verona y de más allá, y se alojó durante un tiempo en el Palacio Giusti del Giardino, donde residían los condes Giusti.
La Academia se dedicaba entonces, y hoy también, a la música y el canto, y desde el principio contó con una biblioteca y una colección de instrumentos musicales. Entre los primeros compositores pagados por la Academia se encontraban Giovanni Nasco y Vincenzo Ruffo.
La Academia no tuvo originalmente sede. Solo en el siglo XVII obtuvo de la ciudad un terreno junto a los Portoni della Bra (el portón del Bra), donde se construyó la sede definitiva. Gracias al impulso de Escipión Mafei, se decidió construir el Teatro Filarmónico, inaugurado el 6 de enero de 1732, destruido por un incendio en 1749 y reconstruido después de forma similar al teatro original.
A finales de la Segunda Guerra Mundial el teatro fue bombardeado por los aliados, 23 de febrero de 1945. Pasada la guerra, se reconstruyó según el diseño del arquitecto Vittorio Filippini.
Desde 1981, la Academia organiza el «Settembre dell'Accademia» (Septiembre de la Academia): un acontecimiento musical que se celebra anualmente, una vez concluido el Festival de Ópera en la Arena de Verona. El evento ofrece conciertos y eventos musicales celebrados en el auditorio del Teatro Filarmónico o en la Sala Mafeyana. Se invita a las grandes orquestas de todo el mundo y a los solistas más destacados del panorama italiano e internacional, para que ofrezcan conciertos, en su mayoría de carácter sinfónico. En 2013, el festival alcanzó su 22ª edición.
Entre los académicos figuran personalidades de la cultura veronesa, como el boticario y polígrafo Francesco Pona, y artistas (Domenico y Felice Brusasorci y Alessandro Turchi).